# سبدنشین دم‌سفید
سبدنشین دم‌سفید (نام علمی: Cisticola anderseni) گونه‌ای پرنده از تیرهٔ سبدنشینان است که در تانزانیا یافت می‌شود.